# ツインビーPARADISE
『ツインビーPARADISE』（ツインビーパラダイス）は、1993年10月10日から文化放送にて放送されたラジオ番組。コナミのシューティングゲーム『ツインビーシリーズ』を原作とするラジオドラマ。

## 概要
全3シリーズで第3シリーズは1997年3月30日に終了。3シリーズ通じての番組メインテーマ曲はコナミ矩形波倶楽部による書き下ろし曲「HOPE」、番組前半はナビゲータ國府田マリ子によるお便り・トークコーナー、後半はラジオドラマという番組構成が主である。キャラクターの設定を流用していたため誤解されることが多いが、『出たな!!ツインビー』や『Pop'nツインビー』のゲーム内の音声は、本作品の声優とは関係が無い。
『出たな!!ツインビー』でデザインされたShuzilow.HAによるキャラクターたちが登場する。本作品より前は登場キャラクターに特に名前は設定されていなかったが、ラジオドラマでは機体名とパイロットの名前を区別する必要があることから、ライト、パステルといった名前が全シリーズ通してのドラマパートの脚本を担当した井出安軌らによって設定され定着、同時に世界観も形成されていった。後にゲーム自体にも本作品の設定を取り入れ『ツインビー レインボーベルアドベンチャー』では主人公のキャラクター名こそまだツインビー、ウインビー、グインビーのままでキャラクターと戦闘機との名称の区別の無いままであったが本作の敵役でもあったワルモン博士とザコビーがゲームでも敵役として登場することとなった。『ツインビー対戦ぱずるだま』以降はキャラクター名もツインビー、ウインビー、グインビーからライト、パステル、ミントと戦闘機のツインビー、ウインビー、グインビーと区別されるようになった。後年には本作品の世界観をベースにした『ツインビーヤッホー!』や『ツインビーRPG』等のゲームも発表されている。
それまでのコナミにはシューティングゲームが中心のアーケードゲームメーカーという印象があったが、当時コナミはキングレコード内に自社レーベルを持っていたこともありメディアミックスに対し積極的でその一環でパステルことウインビーをヴァーチャルアイドルとして売り出す「ウインビー国民的アイドル化計画」をはじめとする企画を打ち立てた。本作である『ツインビーPARADISE』も「ウインビー国民的アイドル化計画」のメディアミックスの一部であり。大きな反響と新たな利益をもたらしたことで以降の同社のメディアミックス戦略の方向性を方向付けた。このコナミのメディアミックス路線はその後の作品である『ときめきメモリアル』にも踏襲され、より一層の発展を見せた。
第1シリーズは、後にアニラジ界の中心人物として一時代を築くことになるおたっきぃ佐々木のディレクターデビュー作でもある。おたっきぃ佐々木によれば、「何回目かで化け物みたいな数字（聴取率）」を獲ったという。

## 各シリーズの放送期間など
- ナビゲーター（パーソナリティ）：國府田マリ子（シリーズ全期間）
- 番組OPテーマ「HOPE」（シリーズ全期間）
作曲：古川もとあき 演奏：コナミ矩形波倶楽部
- ツインビーPARADISE（第1シリーズ）
1993年10月10日 - 1994年4月3日 全24話
日曜24:00 - 24:30（放送時間はJST・文化放送）
ドラマOP主題歌「Twin memories」
作詞：WINBEE　作曲：コナミ矩形波倶楽部　歌：國府田マリ子
番組EDテーマ「夢の約束」
作詞：山本秀行 作曲：前田克樹 歌：市川陽子
- ツインビーPARADISE2（第2シリーズ）
1994年10月16日 - 1995年4月2日 全24話
日曜20:30 - 21:00（放送時間はJST・文化放送）
ドラマOP主題歌「僕らのステキ」
作詞：戸沢暢美 作曲：前田克樹 歌：國府田マリ子
番組EDテーマ（前期）「Harmony」
作詞：國府田マリ子 作曲：松原みき 歌：國府田マリ子
番組EDテーマ（後期）「瞳はVenus」
作詞：長沢ゆりか 作曲：土井淳一 歌：長沢ゆりか
- ツインビーPARADISE3（第3シリーズ）
1996年4月6日 - 1997年3月30日 全48話
土曜24:00 - 24:30（放送時間はJST・文化放送）
ドラマOP主題歌「Miracle Power」
作詞：久保裕美 鶴田加奈子 作曲：三原淑治 歌：鶴田加奈子
番組EDテーマ（前期）「私が天使だったらいいのに」
作詞：三浦徳子 國府田マリ子 作曲：松原みき 歌：國府田マリ子
番組EDテーマ（後期）「夢はひとりみるものじゃない」
作詞：國府田マリ子 作曲：松原みき 歌：國府田マリ子
- ワルモンMONMONパラダイス（スピンオフ）
1997年4月6日 - 1997年5月25日
土曜24:00 - 24:30（放送時間はJST・文化放送）
- ツインビーPARADISE'99（特別番組）
1999年1月-3月
土曜21:40 - 21:50（放送時間はJST・文化放送）
- 文化放送モバイルplus presents 國府田マリ子の生放送!復活!ツインビーPARADISE SPECIAL 合言葉はBee!（特別番組）
2018年11月28日[4]
22:00 - 23:00（放送時間はJST・超A&G+）

第2シリーズの第21話から最終話は「大規模な地震が発生する」というエピソードであり、当時発生した阪神・淡路大震災の被災者に配慮したためラジオでは放送されず、ドラマCDでのリリースのみとなった。第20話の内容も若干異なっており、ラジオでは第20話で完結している。
第2シリーズ最終回の翌週、一部放送局で『ツインビーPARADISE2+1』（プラスワン）という特別番組が1回だけ放送された。それまでのシリーズを振り返る内容であった。文化放送では放送されていない。
第3シリーズ終了後、ワルモン博士が電波ジャックによって『ツインビーPARADISE』を乗っ取ったという設定にて1か月限定で『ワルモンMONMONパラダイス』が放送された。パーソナリティはワルモン博士役の岸野幸正と、ザコビー役の沼田祐介。この番組は後続番組『CLUB db station』の前身となる。
1998年の10月10日には文化放送A&Gゾーンの『超機動放送アニゲマスター』内において一夜限りの特別番組として特番で復活。
その後の1999年の1月 - 3月にかけて同じく文化放送A&Gゾーンの『超機動放送アニゲマスター』の特別番組として『ごめんねアニゲマスター、ツインビーPARADISEは今夜も電波ジャックしますよ!』として主人公であるライト、パステルらのデザート中学の卒業式を描いたドラマ完結編にあたる『ツインビーPARADISE'99』が放送された。
2018年11月28日には『ツインビーPARADISE』番組放送開始25周年を記念し、超A&G+の『文化放送モバイルplus presents 生放送!』枠内で『文化放送モバイルplus presents 國府田マリ子の生放送!復活!ツインビーPARADISE SPECIAL 合言葉はBee!』が放送された。番組特別ゲストとしては沼田祐介が登場した。番組内容はドラマパートはなくトークコーナーがメインで番組リスナーからよせられたメールの紹介や番組で使用された楽曲がかけられるなどされた。

## 主なキャスト
※年齢などの表記は、ツインビー レインボーベルアドベンチャーのデモ画面に基づく。
ライト
声 - 山口勝平
アンナモンの息子でツインビーのパイロット。デザート中学に通う。13歳で身長160cm。明るくて熱くなりやすい性格で、かわいい女の子にはすぐ鼻の下をのばす。デレッとした話し方をしてしまりがなく、ツインビーたちをドン引きさせる。デザート中学のミスコンが原因でお騒がせな美少女ライラに女装したこともあるが、あまりに可愛すぎてヒロイン二人に嫉妬されたりワルモン博士に惚れられる場面も。ソルティアス人であるアンナモンを父に持つ事から、身体は丈夫であるものの地球人はかからない病気に対しての免疫力が無い。名前はライトブルーから。ツインビーぱずるだまにも主役として登場する。
ツインビー
声 - 田中真弓
アンナモンと一緒に惑星ソルティアスからやってきた戦闘機。大きくなったり小さくなったりできる。必殺技はピコハンマー。ツインビーぱずるだまにも登場する。
パステル
声 - 椎名へきる
シナモンの孫でライトの従兄妹。彼を「おにいちゃん」と呼ぶ。ウィンビーのパイロット。13歳で身長157cm。ライトが女の子にメロメロになっていると嫉妬してへそをまげたり、怒りだしたりする。いわゆるすぐにキレる性格。特に太ももにコンプレックスを持っているため「大根」は禁句である。第3シリーズでミスコンに出場する事になったライトを女装させる際パッドを用意した事から、偽胸疑惑が浮上している。名前はパステルピンクから。ツインビーぱずるだまにも登場している。
ウィンビー（ウインビー）
声 - 西原久美子
ツインビーをもとにシナモン博士が作り出した戦闘機。必殺技はリボンアタック。
ミント
声 - 伊藤美紀
パステルの弟。赤ちゃんだが生まれもっての天才。グインビーのパイロット。泣き声は超音波なので武器＝ミラクルボイスとして使うことも。名前はミントグリーンから。
グインビー
声 - 伊藤美紀
ウィンビーと同じく、ツインビーをもとに作られた戦闘機。ミントの通訳兼お守役で必殺技はガラグレネード。
シナモン博士
声 - 田中和実
ライト達を暖かく見守る科学者で、パステルとミントの母方の祖父（一部の文献では曽祖父と記載されているが、パステルとミントの母親をシナモン博士が娘と言っている場面もある）。第3シリーズ中盤で冷凍睡眠に入るが、同シリーズの終盤でトラブルが発生した事を知り起き出して来た。ライトとパステルがデザート中学を卒業するのを見届け、再び冷凍睡眠に入ることを匂わせた。
エンジェルコンピューター
声 - 西原久美子
シナモンの研究所にあるスーパーコンピューター。
マドカ
声 - 國府田マリ子
ライト達のクラスメイト。クッキーの神様を信じる乙女チックなかわいらしい女の子。（ただ究極のぶりっ子。）ぶりっ子なだけに、すぐ泣く。ゲームツインビーぱずるだまにも登場している。喫茶店「ファンタジアン」を経営しておりコーヒーは絶品である。料理全般得意で、元々はクッキーが特に得意だったのだが自分なりのアレンジが進みすぎてなぜかクッキーに酢や砂肝やイカを入れたとんでもない味のものを作るようになり恐れられている（本人曰く「お酢が効いてないから自分なりのアレンジ〈ドラマCD内で発言〉）。第3シリーズではパステル達クラスメート曰く「首から下の発育が著しくなった」との事。趣味は観光地のペナント収集で、50枚くらいは所有しているらしい。
アップル先生
声 - 西原久美子
デザート中学のセクシーな女性教師。ライト達の担任の先生。ツインビーぱずるだまにも登場。
ピーチ先生
声 - 伊藤美紀
デザート中学の養護教諭。美人だが毒舌。
ホワイト
声 - 私市淳
ライト達の通うクラスの学級委員長。パステルに思いを寄せている。当初は名前が設定されていなかったが、「デザート中学幽霊奇譚ぱーと2」から設定され、その事が話のネタにされている。
マスタード
声 - 神谷浩史
デザート中学に通う男子生徒でライト達の悪友。
マリ
声 - やなせなつみ ＊出演当時は柳瀬なつみ
ライト達が通うデザート中学の生徒でクラスメート。ホワイトに思いを寄せている。
ライム
声 - 青山美帆
デザート中学の生徒でライト達のクラスメート。ショートカットで雀斑が特徴。
ワルモン博士
声 - 岸野幸正
ザコビーやシーズ、サリュートの生みの親でシナモン博士とはライバル。世間にシナモン博士より自分の実力が上だと知らしめるため鉄王シリーズやデビルスパイカーを開発しツインビーチームに戦いを挑むものの毎回敗れている。兵器が破壊されすぎて資金が尽きツインビー達に対抗する為の兵器の開発費用捻出の為に道路工事等のアルバイトに精を出すなど結構苦労人。第1シリーズ最終回でシナモン博士は自分と違いツインビーを元にせずとも自分の力だけでザコビーを作り上げた彼の力を認めている発言をしていた。シナモン博士とはまた異なり単なる実験室派インテリではなく作り上げたマシンを自ら駆り赴き、悪役ながらもダークヒーローなキャラクターである。ただ間抜けなのが玉に瑕。ツインビーぱずるだまにも登場する。
ザコビー
声 - 沼田祐介
ワルモン博士が作った自立型ロボ（量産型）。初期に作られた「ダブルオーナンバー（一桁ナンバー）」にはその稼働時間から自我（個性）が生まれており、特に「004」は「ビーちゃん」という名前を持っている（命名：パステル）。ワルモンと一緒に悪さを働いたりするがザコビー自体は常識のある普通の性格である。
マードック博士
声 - 八奈見乗児
マドカの祖父。シナモン博士の友人。飄々とした、とぼけた性格でトラブルを起こす事も。少しエッチ。マドカ曰く「鼻唄を歌っている時は開き直っている証拠」との事。
シーズ
声 - 緒方恵美
ワルモン博士の作り出したアンドロイド。ブラックツインビー1号機のパイロットでサリュートの弟にあたる。ライト達とは敵対していたが、心を通じ合わせて和解した。サリュートと共にレンゲ島で暮らす。パステルの事が気になる模様。本番組のディレクターおたっきぃ佐々木のお気に入り。
サリュート
声 - 山崎和佳奈
ワルモン博士の作り出したアンドロイド。ブラックツインビー2号機のパイロットでシーズの姉にあたる。後にライトに対して好意を抱く。当初はゲスト扱いだったが、第3シリーズでは事実上ヒロインへと昇格する。
アンナモン
声 - 堀秀行
ソルティアス人でライトの父。ツインビーの先代パイロット。ライトが産まれて間もない頃にクイーンズ星へ旅立っていった。2のエピソード「バグってリセット」で中学生になったライトと対面したが、ある事が原因で話がリセットされた為、パラレルワールドでの出来事になっている。
ラピス
声 - 金丸日向子
レンゲ島に住む少年でシーズ、サリュートの友人。
メローラ姫
声 - 井上喜久子
実体を持たない、良い意識の集合体。
トナー博士
声 - 肝付兼太
第3シリーズに登場。ソルティアスに住むツインビーの生みの親。アンナモンの父でライトの祖父にあたるがお互いに面識はない。
エリナ
声 - 鶴ひろみ
芸能プロダクション「オフィス・フィジックス」の社長。第3シリーズで女装したライトに興味を抱き、熱心にスカウトを続けたが、中盤から登場しなくなった。
ジーンズ先生
声 - 坂本正吾
第3シリーズの7話と8話に登場。考古学に詳しいデザート中学の教師だが、インタク島の遺跡のトラップにはまり、数年間行方不明だった。

## Beeメイツ
この番組のリスナーはBeeメイツと呼ばれた。「合言葉は？」の質問に「Bee」と返答すればその人はBeeメイツである。リスナーであることを示す目印として所持品にベルを付けることも推奨され、ドラマのサブタイトルから「13日の日曜日」に近所の公園に集まり13時に合言葉を唱和するというミニイベントも提唱されていた。この際5人以上が集まれば番組に申し込むことで「支部」として認められる制度も存在していた。この「合言葉はBee!」は駅の伝言掲示板に書き込まれるなど、一大センセーションを起こした。ボイスアニメージュのライターによれば、「どこの駅の掲示板を見ても書かれていた」という。
一方、ワルモン博士等の（一応の）敵キャラクターのファンに対してはワルワルメイツの呼称が岸野らから提唱された。こちらの合言葉は「ワルワル」であり、目印は福助足袋もしくは何らかの福助マスコットとされていた。

## アニメ

### ツインビー ウィンビーの1/8パニック
1993年末から1994年年始にかけて発売したSFC用ソフトの購入特典の当選者限定ビデオとして発売。その後1998年12月28日にOVA発売の際に改めて『Vol.0』として一般販売された。

#### ストーリー
マードック博士の作った薬の入ったクッキーを食べて小さい身体になってしまったパステル。ミスどんぶりコンテストまでは時間が無く、しかも元に戻す為に必要なエネルギーとなるベルのベル雲は伝説の幽霊島に奪われていた。本番開始に間に合うようツインビーチームが出撃する。

#### スタッフ
- 製作総指揮 - 上月景正
- プロデューサー - 酒井雅人、三浦亨
- 企画 - 池田孝冶、八木良子
- 監督・脚本・絵コンテ - 井出安軌
- キャラクターデザイン - SHUZILOW.HA
- アートディレクター - シモシモ、野澤菜茶漬
- ゲストキャラクターデザイン - 越智信次
- 演出 - 橋本みつお
- 作画監督 - 毛利和昭
- 美術監督 - 竹田悠介
- 撮影監督 - 山口利明
- 音響監督 - 岩浪美和
- 音楽 - 古川もとあき&コナミ矩形波倶楽部
- 制作協力 - 株式会社読売広告社
- 制作 - AIC、童夢
- 制作・著作 - コナミ株式会社

#### 主題歌
オープニングテーマ「Twin memories」
作詞 - WINBEE / 補作詞・編曲 - 光田健一 / 歌 - 國府田マリ子
エンディングテーマ「ラッキー・ラッパー・パーティー」
作詞・作曲・編曲・演奏 - 葉山宏治 / 歌 - 葉山宏治&國府田マリ子

### チューリップ海岸物語
WINDOWS用ソフト『ツインビーPARADISE in どんぶり島』に収録されている短編アニメ。1995年制作。後に『Vol.0』発売の際の特典映像として収録。

#### ストーリー
チューリップ海岸に海水浴に来たパステル達の日焼けオイルを巡るハプニング。

#### スタッフ
- 監督・脚本・絵コンテ - 井出安軌
- キャラクターデザイン - SHUZILOW.HA
- アニメーショキャラクターデザイン・作画監督 - 数井浩子
- 美術監督 - 森川裕美
- 色彩設定 - 渋谷圭子
- 撮影監督 - 藤田正明
- 音響監督 - 岩浪美和
- 音楽 - コナミ矩形波倶楽部
- イラストレーション - 合田浩章
- プロデューサー - 安西武
- プロダクションマネージャー - 中山晴夫
- 製作担当 - 星川孝文
- 制作事務 - 渡部圭
- アニメーション制作 - 童夢
- 制作・著作 - コナミ株式会社

#### 主題歌
エンディングテーマ「あいことばはBe!!」（OVA『Vol.0』）
作詞 - 國府田マリ子 / 作曲 - 松原みき / 編曲 - 亀田誠治 / 歌 - 國府田マリ子

### ツインビーPARADISE（OVA）
OVA全3巻。1999年2月25日よりVHSおよびLDでの発売の後、1999年8月25日にはDVD（単品）発売。2007年10月26日には『ツインビーPARADISE DVD/BOX～ハイ・エンコードリマスターバージョン～』としてVol.0も含めた5作品のセットDVDも発売された。

#### スタッフ
- 原作 - コナミ株式会社
- 製作総指揮 - 永田昭彦
- 企画 - 寺沢久紀
- プロデューサー - 池田孝冶、河西潔、松浦公基
- 監督 - 高本宣弘
- 脚本 - 井出安軌
- キャラクターデザイン - 浅沼昭弘
- メカデザイン - 大倉雅彦
- 美術監督 - 脇威志
- 色彩設計 - 田中直人、西田佳奈子（1）、早川奈生美（2、3）
- 撮影監督 - 嶋川竜太郎
- デジタル編集 - 森田清次
- 音楽 - コナミ矩形波倶楽部
- 音響監督 - 岩浪美和
- 音響効果 - 神保大介（楽音舎）
- 音響プロデューサー - 中野徹
- 制作協力 - オフィス蒼
- アニメーション制作 - AIC
- 制作 - 株式会社パブリックアンドベーシック
- 協力 - 株式会社コナミミュージックエンタテインメント
- 製作 - TDKコア株式会社

#### 主題歌
オープニングテーマ「Twin memories」
作詞 - WINBEE / 補作詞・編曲 - 光田健一 / 歌 - 國府田マリ子
エンディングテーマ「太陽でいこう」
作詞 - 國府田マリ子 / 作曲・編曲 - 奥居香 / 歌 - 國府田マリ子

#### 各話リスト
| 話数 | サブタイトル                   | 絵コンテ | 演出     | 作画監督                        | 発売日        |
| --- | ------------------------------ | -------- | -------- | ------------------------------- | ------------- |
| Vol.1 | ヴィーナスの微笑み             | 高本宣弘 | 高本宣弘 | 浅沼昭弘                        | 1999年2月25日 |
| UFOの残骸から宇宙人の赤ちゃんが見つかった。赤ちゃんの親を捜すため金星に向かう。                                   |                                |          |          |                                 |               |
| Vol.2 | 真夏の蜃気楼（そのままじゃん） | 小村敏明 | 高本宣弘 | 進藤満尾 浅沼昭弘（総作画監督） | 1999年3月25日 |
| 軍資金を稼ぐ為バイトをするワルモン博士とザコビーだがバレてしまう。次の日に起きてみるとザコビーがパステルの部屋に? |                                |          |          |                                 |               |
| Vol.3 | 悪よ復活せよ!                  | 高本宣弘 | 高本宣弘 | 浅沼昭弘                        | 1999年4月25日 |
| 株で大損したワルモン博士。予算がない中で作ったソウルチェンジャーミニで、パステルと猫が入れ替わってしまう。        |                                |          |          |                                 |               |

### 他作品へのゲスト出演
OVA「がんばれゴエモン 次元城の悪夢」ではウインビーちゃんがゲスト出演している。

## ツインビーパラダイス関連商品
- ラジオドラマCD
  - ツインビーPARADISE（Vol.1〜6）
  - ツインビーPARADISE2（Vol.1〜6）
  - ツインビーPARADISE3（Vol.1〜12）
  - ツインビーPARADISE ドラマコレクション（1〜4）
  - ツインビーPARADISE'99（赤・青）
- ソングアルバム
  - ツインビーカラオケパラダイス
  - ツインビーPARADISE 熱唱!ボーカルバトル編
  - ツインビーPARADISE2 熱唱!激唱!爆唱!編
  - ツインビーPARADISE3 ボーカル祭りだ!ワッショイ編
  - ツインビーPARADISE3 ボーカルボム!
  - ツインビーPARADISE 5th. Anniversary
  - Twinbee Vocal Paradise featuring Mariko Kouda
- サウンドアルバム
  - ツインビーPARADISE MUSIC BOX
  - ツインビーPARADISE3 サントラセレクション
- スピンアウトCD
  - ワルモンMONMONパラダイス（いち・に・さん）
  - ウィンビーのネオシネマ倶楽部（1~3）
  - ツインビーPARADISE サウンドファンタジア
  - パステルカラー
  - アイドル伝説ウィンビー
  - しあわせの楽園ウィンビー
- その他関連CD
  - 國府田マリ子のRADIO CANVAS（Vol.1 - Vol.2 - Special - Vol.3）
  - CDドラマ ツインビーヤッホー!
- パソコンソフト
  - ツインビーPARADISE in どんぶり島
- パチスロ
  - ツインビーJG